# Wilhelm Prinz
Wilhelm Alfred Joseph Prinz (Mülheim an der Ruhr, 28 de julio de 1857 - Uccle, 1 de agosto de 1910) fue un geólogo y selenógrafo germano belga.

## Semblanza
Prinz partió de Alemania con 16 años y vivió desde entonces en Bruselas, donde trabajó como asistente de investigación en el Museo del Instituto de Historia Natural y en el Real Observatorio de Bélgica.
En 1893, se convirtió en profesor de la Universidad de Bruselas, en 1895 en profesor asociado y en 1902 en profesor titular.

## Eponimia
- El cráter lunar Prinz lleva este nombre en su memoria.[1]